# Roser de garlanda
El roser de garlanda, garlanda, garlandes o roser de tot l'any (Rosa multiflora) és una espècie de rosa de la secció Synstylae, nadiua de l'est d'Àsia, de la Xina, Japó i Corea. Una altra rosa que prové d'aquesta zona és la Rosa rugosa, amb la qual no s'ha de confondre. És un roser vigorós i molt florífer. Molts rosers enfiladissos i els rosers polyantha tenen aquesta espècie com a progenitora.

## Descripció
Es tracta d'un arbust enfiladís, que creix sobre d'altres plantes fins a una alçada d'entre 3 a 5 metres, amb tiges robustes plenes d'agullons corbats (a vegades absents). Les fulles, de 5 a 10 cm de longitud, són imparipinnades i estan compostes d'entre 5 a 9 folíols amb les estípules a la base del pecíol plomoses. Les flors són petites, d'1,5 a 4 cm de diàmetre, blanques o roses i agrupades en grans corimbes piramidals. Els estils estan soldats en una columna única, característica de la secció Synstylae. La floració comença a principis d'estiu, és a dir, de finals de juny al juliol a l'hemisferi nord. Els fruits són roigs o porpra quan maduren i fan uns 6 a 8 mm de diàmetre.

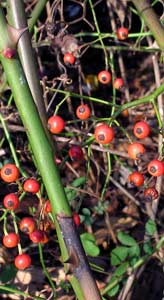
Rosa multiflora hips

## Distribució i hàbitat
L'àrea d'origen d'aquesta espècie és l'Extrem Orient:
- Xina continental (Anhui, Fujian, Gansu, Guangdong, Guangxi, Guizhou, Hebei, Henan, Hunan, Jiangsu, Jiangxi, Shaanxi, Shandong, Zhejiang),
- Corea,
- Taiwan,
- Japó (Hokkaidō, Honshū, Shikoku).

Al Japó se la coneix amb el nom de no-ibara, i és el roser salvatge més comú.
S'ha introduït a tots els altres continents on s'ha naturalitzat : Illes Britàniques, Àfrica del Sud, Estats Units d'Amèrica, Canadà i Nova Zelanda. En alguns casos es comporta com una espècie invasiva.
La podem trobar en els boscos i a les vores dels cursos d'aigua, entre els tres-cents i els dos mil metres d'altitud. És una planta força prolífica que s'acomoda a condicions diferents de sòl i humitat.

## Cultiu i usos

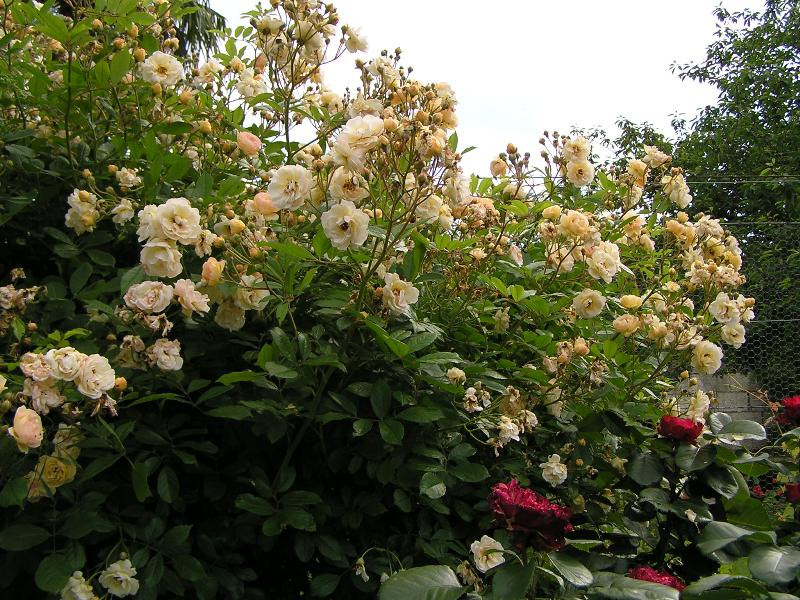
'Ghislaine de Féligonde' (E. Turbat, 1916)

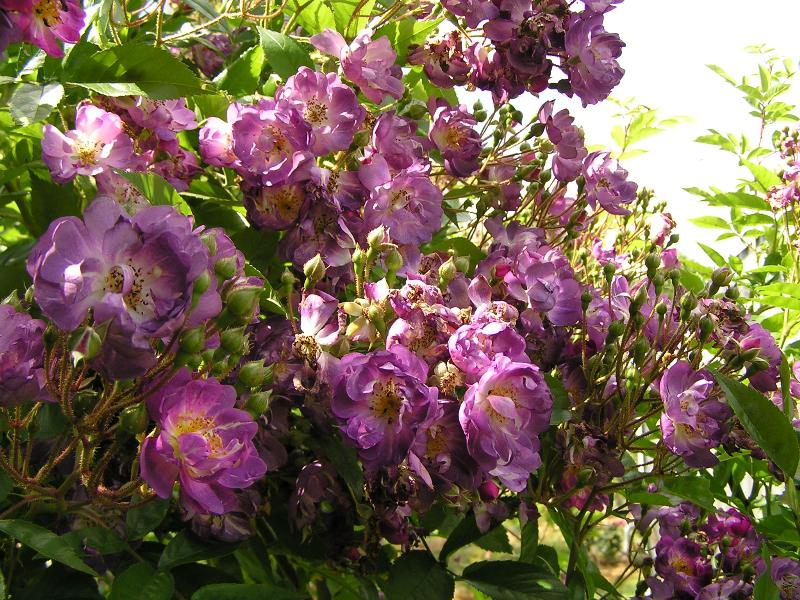
'Veilchenblau' (J.C. Schmidt, 1909)

La Rosa multiflora es cultiva com a planta ornamental i és tinguda com a l'espècie tipus de la classe de rosers enfiladissos. Es van crear moltes varietats i híbrids cap a finals del segle xix i principis del XX especialment pels rosaristes alemanys, com ara J.C. Schmidt i R. Geschwind. Rosa multiflora també és usada com a peu d'empelt d'altres cultivars de roses ornamentals, ja que suporta els sòls àcids. Per a aquesta última aplicació normalment s'usen les varietats Rosa multiflora 'Japonica' i Rosa multiflora' Inermis'. Es multiplica fàcilment per esqueixos.
A l'est de l'Amèrica del Nord, Rosa multiflora és considerada generalment com una espècie invasiva, tot i que originalment va ser introduïda des de l'Àsia per a afavorir la conservació del sòl, per a ser usada com a tanca viva per als camps de pastura i per a atreure la vida salvatge. Es pot distingir fàcilment dels rosers americans nadius per les seves grans inflorescències, que duen múltiples flors i gavarrons sovint més d'una dotzena, mentre que les espècies americanes només contenen una algunes poques per branca. Aquesta capacitat invasora es deu a la seva capacitat d'adaptar-se a diferents condicions de llum, sòl i humitat i perquè les seves llavors són dispersades àmpliament pels ocells. Una vegada s'ha instal·lat forma creixements impenetrables que desplacen les espècies nadiues i augmenten el risc d'incendis. Per tant, es tracta en alguns llocs com una mala herba nociva especialment en zones de pastura, tot i que tenir la reputació de ser un farratge excel·lent per a les cabres.

## Varietats, mutacions i híbrids
Existeixen moltes formes i varietats tot i així només dues són acceptades per
Flora of China:
- Rosa multiflora var. multiflora. De flors blanques d'entre 1,5 i 2 cm de diàmetre.
- Rosa multiflora var. cathayensis Rehder i E.H.Wilson. Amb flors roses de fins a 4 cm de diàmetre.

D'altres descrites:
- Rosa multiflora var. adenochaeta (Koidz.) Ohwi ex H.Ohba, amb flors simples, roses.
- Rosa multiflora var. alboplena Te T.Yu & T.C.Ku, de flors blanques i dobles.
- Rosa multiflora var. carnea Redouté & Thory, de flors dobles de color rosa.
- Rosa multiflora var. plena Regel.
- Rosa multiflora var. watsoniana (Crép.) Matsum.

- Rosa multiflora 'Adenochæta', rústica amb grans flors blanques.
- Rosa multiflora 'Flore pleno' i 'Carnea' que es diferencien per les seves flors dobles blanques o roses.
- Rosa multiflora 'Cathayensis', de grans flors blanques amb la vora rosa.
- Rosa multiflora watsoniana, trobada el 1850 en un jardí del Japó.
- Rosa multiflora wilsonii, de flors blanques simples, molt florífera.
- Rosa multiflora 'Nana', mutant o híbrid nan de flors simples, blanques o roses i que floreix de maig a octubre.
- Rosa multiflora 'Platyphilla', anomenada 'seven sisters rose' (rose de les set germanes) amb flors dobles en corimbe, que passen del carmí al rosa i després al vori.

Híbrids propers a l'espècie:
- 'Rambling Rector', de flors blanques semidobles i 'Seagull', de flors blanques i dobles.
- 'Aglaia' (Rosa multiflora x 'Rêve d'or'), el primer roser sarmentós groc, de flors groc palla, semidobles i perfumades.
- 'Ghislaine de Féligonde', amb múltiples petites flors dobles que passen del groc al vori.[7]
- 'Veilchenblau' (blau violeta), obtingut per Schmidt el 1909, d'un rar violeta intens, i que encara es troba en zones rurals.

Els rosers Polyantha (Rosa multiflora x Rosa chinensis) van ser obtinguts per primer cop per Jean-Baptiste Guillot:
- 'Pâquerette' (1875) nan, de flors blanques i dobles.[8]

- 'Mignonnette' (1880) també nan amb flors roses.[8]
- 'Gloire des Polyanthas' (1887).[8]
- 'Orléans rose' arbust nan que ha estat utilitzat com a ascendent en moltes de les polyanthes i d'altres roses actuals.